# Attentato alla chiesa di Saint-Étienne-du-Rouvray
L'attentato alla chiesa di Saint-Étienne-du-Rouvray è stato un attacco terroristico di matrice islamica commesso il 26 luglio 2016. 
Due fondamentalisti, Adel Kermiche e Abdel Malik Petitjean, il primo in regime di controllo giudiziario mediante braccialetto elettronico, hanno sgozzato il sacerdote cattolico Jacques Hamel della chiesa di Santo Stefano di Saint-Étienne-du-Rouvray presso Rouen, ferendo gravemente anche un fedele. Gli aggressori hanno preso poi in ostaggio altri tre fedeli, finché non sono stati uccisi dalle forze dell'ordine. L'azione è stata rivendicata lo stesso giorno in cui è avvenuta dallo Stato Islamico.

## L'attentato
Il 26 luglio 2016, mentre celebrava messa nella chiesa di Saint-Étienne-du-Rouvray, in Normandia, padre Jacques Hamel, 85 anni, è stato sgozzato durante un sequestro di persona perpetrato da due estremisti islamici nella sua parrocchia. I due uomini avevano giurato fedeltà allo Stato Islamico. Una suora presente alla funzione uscì inosservata dalla chiesa e chiamò le forze dell'ordine. 
Alle 10.45 circa i due assalitori tentarono di lasciare la chiesa facendosi scudo degli ostaggi. Circondati dalla polizia, cercarono di caricarli armati di pistole al grido di "Allahu akbar" e vennero uccisi dagli agenti della Brigade de recherche et d'intervention di Rouen.

## La vittima
Jacques Hamel nacque il 30 novembre 1930 a Darnétal. Il 30 giugno 1958 era stato nominato vicario nella chiesa di Sant'Antonio di Le Petit-Quevilly, nel 1967 a Notre-Dame de Lourdes di Sotteville-lès-Rouen. Nel 1975 divenne parroco a Saint-Pierre-lès-Elbeuf, passando poi a Cléon nel 1988. Nel 2000 entrò a far parte della chiesa di Saint-Étienne (arcidiocesi di Rouen), e nel 2005, a 75 anni, quando sarebbe potuto andare in pensione, preferì rimanere come prete ausiliario.
Il 2 ottobre 2016, l'arcivescovo di Rouen annuncia che papa Francesco ha autorizzato l'avvio del processo di beatificazione di Jacques Hamel, nonostante non sia trascorso il periodo richiesto dal diritto canonico (5 anni) per l'avvio della procedura. Al momento il sacerdote assume il titolo di Servo di Dio.

## Reazioni

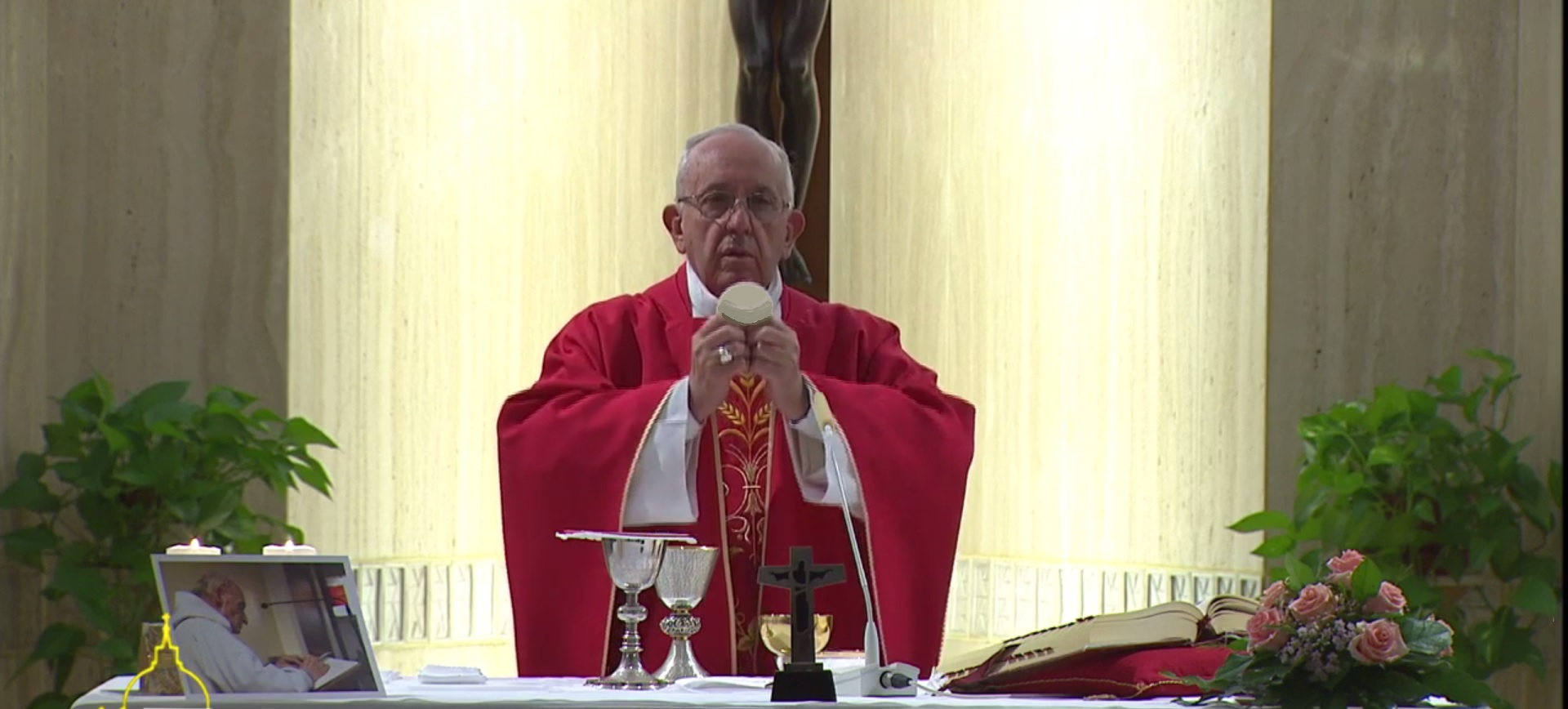
Papa Francesco celebra una messa in suffragio di padre Jacques Hamel, 14 settembre 2016

In un messaggio papa Francesco ha invocato "Dio Padre di misericordia, affinché accolga padre Jacques Hamel nella pace della sua luce".
L'arcivescovo di Sydney Anthony Colin Fisher ha sostenuto che Hamel è stato ucciso in odium fidei ("in odio alla fede"), termine utilizzato dalla Chiesa cattolica per i casi di martirio.
Domenica 31 luglio in Francia e Italia molti imam e fedeli musulmani hanno partecipato alla messa assieme ai fedeli cattolici come segno di solidarietà.